# Berzo Demo
Berzo Demo är en kommun i provinsen Brescia i regionen Lombardiet i Italien. Kommunen hade 1 615 invånare (2018).